# Yumjaagiin Tsedenbal

Tsedenbal trong trang phục Nguyên soái nước CHND Mông Cổ

Yumjaagiin Tsedenbal (tiếng Mông Cổ: Юмжаагийн Цэдэнбал; 17 tháng 9 năm 1916 – 20 tháng 4 năm 1991) là người đứng đầu nhà nước Mông Cổ từ năm 1940 đến năm 1984. Ông đảm nhiệm chức danh thủ tướng và Thống chế quân đội Nhân dân Mông Cổ cho đến khi qua đời.

## Xuất thân
Tsedenbal được sinh ra trong một gia đình nghèo thuộc bộ tộc du mục Dörvöd tại hoshuu Zorigt Khan thuộc lãnh thổ của Unen Zorigt Khan (nay là Davst sum, Uvs aimag). Ông là con thứ năm trong gia đình gồm mười một người con (ba người đã mất từ khi còn nhỏ).
Năm 1925, Tsedenbal trở thành học sinh đầu tiên tại một trường công lập mới mở tại Ulaangom, và theo học tại đó tới năm 1929, khi ông chuyển tới Irkutsk để tiếp tục học cao hơn. Ông đã dành chín năm sống ở Irkutsk và Ulan-Ude. Tsedenbal đã nhận được bằng tốt nghiệp từ Học viện Tài chính và Kinh tế Siberian.

## Sự nghiệp

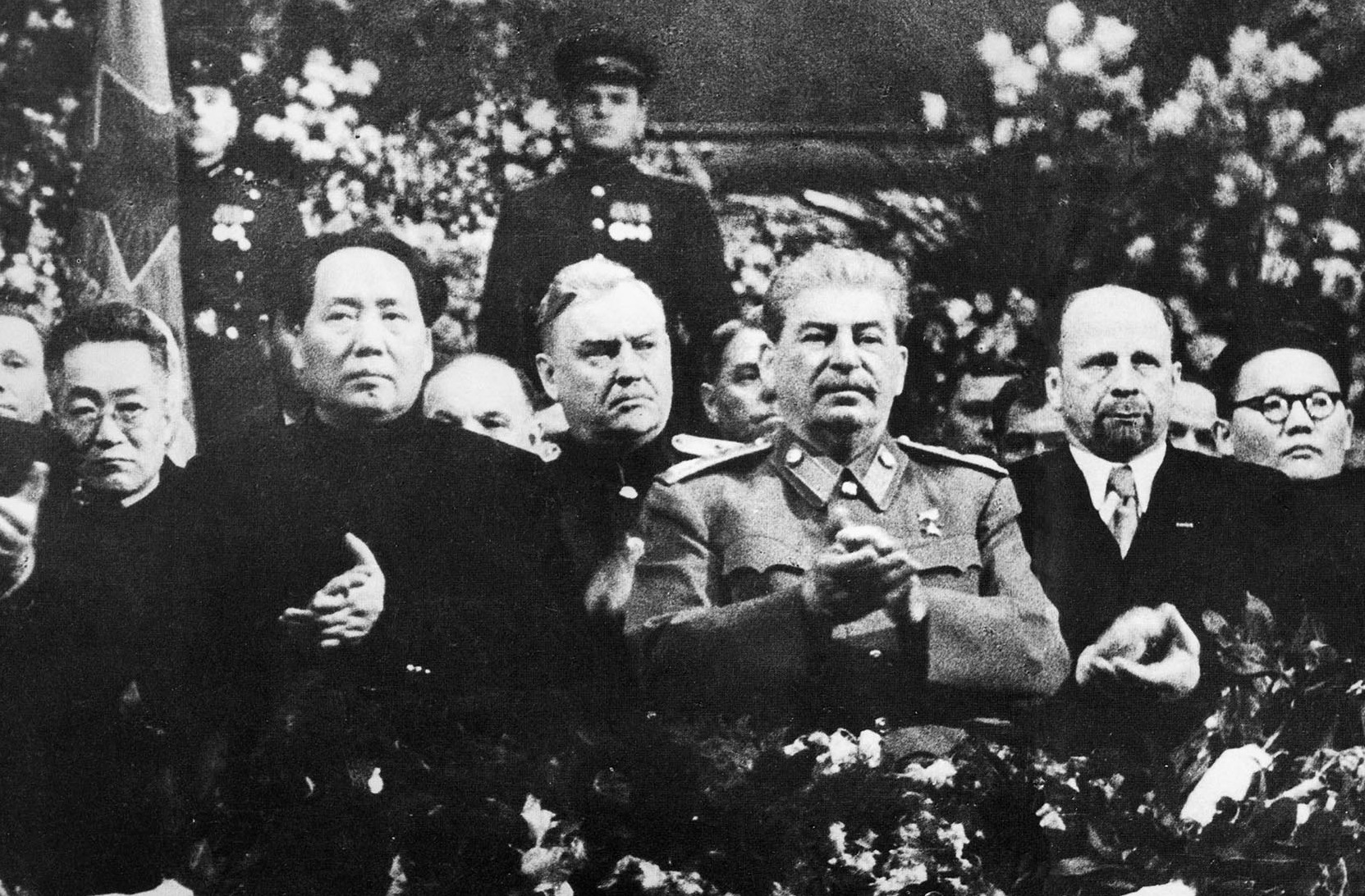
Tsedenbal (ngoài cùng bên phải) tại bữa tiệc sinh nhật lần thứ 70 của Tổng Bí thư Đảng Cộng sản Liên Xô Joseph Stalin cùng với Chủ tịch Trung Quốc Mao Trạch Đông.

Năm 1939, khi trở lại Ulaanbaatar, Tsedenbal bắt đầu làm việc với tư cách Thứ trưởng và sau đó là Bộ trưởng Bộ Tài chính. Năm 1940, tại đại hội lần thứ X của Đảng Nhân dân Cách mạng Mông Cổ, ông trở thành Tổng thư ký của Đảng ở tuổi 23.
Sau khi đạt được quyền lực vào năm 1952 với cái chết của Thống chế Khorloogiin Choibalsan, Tsedenbal bắt đầu tiến hành thanh trừng các đối thủ chính trị của mình: Dashiin Damba năm 1958–59, Daramyn Tömör-Ochir năm 1962, Luvsantserengiin Tsend năm 1963, gọi Tsogt-Ochiryn Loohuuz, Baldandorjiin Nyambuu và Bandiin Surmaajav là "các thành phần phản đảng" năm 1964. Ông tiếp tục tại vị đến tháng 11 năm 1964, khi ông trở thành người đứng đầu nhà nước Mông Cổ.
Chủ trương đối ngoại của ông là cố gắng đưa Mông Cổ tiến gần hơn với Liên Xô. Dù vậy, Tsedenbal và các lãnh tụ khác của Đảng Nhân dân Cách mạng Mông Cổ (như Tsagaan-Lamyn Dugersuren và Damdinjavyn Maidar) lại tỏ ý không hài lòng với chính sách kinh tế mà Liên Xô dành cho Mông Cổ. Trong khi Liên Xô muốn Mông Cổ tập trung vào ngành nông nghiệp và khai thác khoáng sản, Tsedenbal và những người ủng hộ lại muốn đưa Mông Cổ trở thành một nước công nghiệp, bất chấp sự phản đối của Liên Xô. Đồng thời, Tsedenbal thường xuyên bày tỏ sự trung thành của mình với Kremlin và miêu tả những người có đường lối khác biệt trong đảng của mình là "thân Trung Hoa" và "dân tộc chủ nghĩa."
Với sự ủng hộ tuyệt đối của Liên Xô, Tsedenbal đã hoàn thành công cuộc thanh trừng các đối thủ chính trị của mình. Trong suốt thời kỳ lãnh đạo đất nước, Tsedenbal đã nhiều lần đề nghị để Mông Cổ gia nhập Liên Xô, nhưng các đề nghị này luôn bị các lãnh đạo Liên Xô bác bỏ. Trong thời kỳ Chia rẽ Trung – Xô, Tsedenbal luôn đứng về phía Liên Xô và điều đó đã khiến Trung Quốc tức giận.
Tsedenbal bị ép phải từ chức vào tháng 8 năm 1984 trong một động thái được Liên Xô ủng hộ, được lý giải là do sự suy sụp cả về thể chất lẫn tinh thần của ông, nhưng chủ yếu là do việc ông phản đối việc làm ấm quan hệ giữa Liên Xô và Trung Quốc. Jambyn Batmönkh trở thành Tổng thư ký mới của Đảng Nhân dân Cách Mạng Mông Cổ. Tsedenbal sống tại Moskva cho đến khi qua đời; thi hài của ông được đưa về chôn cất tại Mông Cổ
Người vợ mang quốc tịch Nga của ông, Anastasia Ivanovna Filatova (Анастасия Ивановна Филатова), thường được xem là một trong những biểu tượng quyền lực của Mông Cổ vì có quan hệ mật thiết với lãnh đạo Liên Xô Leonid Brezhnev.

## Khen thưởng
Mông Cổ
- Anh hùng Lao động của Cộng hòa Nhân dân Mông Cổ ( 1961 )
- Anh hùng của Cộng hòa Nhân dân Mông Cổ ( 1966 )
- 5 Huân chương Sukhbaatar
- 2 Huân chương Cờ đỏ

Nước ngoài
- Huân chương Lenin ( 1944 , 1976 , 1986 ) (Liên Xô)
- Huân chương Cách mạng tháng Mười (Liên Xô)
- 2 Huân chương Georgi Dimitrov (Bulgaria)
- Huân chương chữ thập Ba Lan hồi sinh (Ba Lan)
- Huân chương Great Star (Nam Tư)
- Huân chương Sư tử Trắng (Tiệp Khắc)
- Huân chương Karl Marx (Đức)
- Huân chương Hữu nghị Nhân dân (Đức)
- Huân chương Cờ Cách Mạng (Triều Tiên)
- Huân chương Quốc kỳ (Hungary)
- Huân chương Jose Marti (Cuba)